# Abou Chayma
Abdelkrim Aznagui autoproclamé Cheikh Abou Chayma (en arabe : الشيخ ابو شيماء), né le 1er mars 1952 à Al Hoceïma (Maroc), est un prédicateur salafiste belgo-marocain connu pour ses exorcismes. Il est jugé radical par la presse belge,. 
Depuis les années 1990, il pratique une centaine d'exorcismes dans le milieu musulman de Belgique. Le 5 août 2004, une de ses patientes, Latifa Hachmi, meurt quelques semaines après une séance d'exorcisme, jugée violente par la justice belge. Pour cette affaire, Abou Chayma est condamné à  trois ans de prison avec sursis pour torture.

## Biographie
Rifain né à Al Hoceïma au Maroc, Abdelkrim Aznagui, lors de son adolescence, se différencie des autres avec ses cheveux long et son surnom Boy.
Il s'installe dans les années 1980 à Bruxelles en Belgique pour travailler en tant que réparateur de jackpots. Il reçoit des allocations de chômage pendant plus de trente ans. C'est à Molenbeek-Saint-Jean qu'Abdelkrim Aznagui adopte le surnom d'Abou Chayma, devient salafiste et se spécialise dans les rituels d'excorcismes à partir des années 1990. Il se rend au domicile des patientes, atteints d'un djinn (exorciste diabolique) et s'occupe principalement de faire des roqyas. Les séances peuvent parfois s'avérer violentes : asphyxions, noyades, étranglements et coups violents. Abou Chayma dit soigner les patients de cette manière, bénévolement ou parfois entre 10 et 50 euros. Il insiste sur le fait que la personne qui est exorcisée doit accepter les pratiques et que le guérisseur ne peut pas l'obliger à suivre le rituel.
Abdelkrim Aznagui, qui n'a suivi aucune formation religieuse, fonde La Plume, en collaboration avec Xavier Meert (converti à l'islam et adoptant le surnom Abû Ayoub Salim), association qui entend promouvoir l’entente entre femmes musulmanes. Le groupe de cinq personnes est composé de ces deux derniers, de Jamila Zian, Fatima Zekhnini et Hayate Sait Nasr.
L'association est également fréquentée par la future terroriste Muriel Degauque, devenue « icône » de la martyrologie islamiste. Le futur cadre et porte-parole du groupe takfiriste État islamique Fabien Clain déménage à Bruxelles où, accompagné de son frère Jean-Michel, il devient adepte d'Abou Chayma,.

## Affaire Latifa Hachmi
Le 5 août 2004, Latifa Hachmi (23 ans) trouve la mort quelques semaines après une séance d'exorcisme pratiquée pour extirper le diable de son corps, par un groupe de cinq exorcistes autoproclamés, dont Abou Chayma. Les faits ont lieu dans l'appartement de Latifa et son époux à la Rue Waelhem situé à Schaerbeek. Lors de sa mort, Abou Chayma se trouve alors au Maroc.
Le corps de Latifa Hachmi est enterré trois jours plus tard au Maroc.

### Enquêtes
Alors qu'aux yeux de la justice belge, les circonstances sont floues, le frère de Latifa, Fouad Hachmi, mène un combat acharné pour que justice soit faite. Les exorcistes, avec l'aval du mari de Latifa, sont initialement condamnés pour homicide involontaire à une peine légère.
L'affaire rebondit en 2012 avec l'ouverture d'un nouveau procès visant à requalifier les faits en "tortures ayant conduit à la mort". L'autopsie de Latifa révèle qu'elle aurait reçu plus de 40 coups durant le mois précédent sa mort, infligés par un objet contondant jamais retrouvé. Les incohérences dans les témoignages des accusés, ainsi que la dissimulation de preuves, mettent en lumière le fonctionnement sectaire du groupe, dirigé par Aznagui.
Le mari de Latifa, Mourad Mazouj, est soupçonné d'avoir participé aux tortures. Bien qu'il ait nié toute implication, des témoignages font état de violences répétées de sa part. Aznagui, figure centrale du groupe, est connu pour, selon Fouad Hachmi, ses discours salafistes, et ses pratiques d'exorcisme controversées. Son disciple, Xavier Meert (alias Abû Ayoub Salim), ainsi que trois femmes accusées d'avoir participé aux séances violentes, sont également jugés.
Lors de son procès, Abdelkrim Aznagui déclare qu'il avait effectivement encouragé la victime à boire deux ou trois verres d'eau de roqya (mélange d'eau et d'huile) par jour mais pas plus. Or, l'autopsie avait révélé que la victime en avait ingurgité d'énormes quantités.

### Condamnation pour torture
Aznagui est condamné le 11 juin 2012 à trois ans de prison pour « traitements inhumains et dégradants et torture »,,,. 
La cour et le jury d'assises de Bruxelles condamnent également Mourad Mazouj (mari de Latifa Hachmi) et Xavier Meert, à 9 ans de prison ferme chacun. Ils sont reconnus coupables de tortures infligées à la victime – sous le prétexte de l'exorciser – avec la conséquence que celle-ci est décédée quelques semaines plus tard.

## Vie privée
Abdelkrim Aznagui est père de sept enfants.